# Copablepharon sanctaemonicae
Copablepharon sanctaemonicae là một loài bướm đêm trong họ Noctuidae.